# Gilbert Bostsarron
Auguste Philippe Gilbert Bostsarron (geboren am 21. August 1903 in Saint-Galmier; gestorben am 20. Januar 1944 in Bondues) war ein französischer Widerstandskämpfer während der Deutschen Besetzung Frankreichs im Zweiten Weltkrieg. Tarnname Bostsarrons war Claude.
Seine Eltern waren der Schuldirektor Gilbert Auguste Bostsarron und die Lehrerin Rose Joséphine Richard. Die Jugend verbrachte er in Montluçon, 1926 verließ er als Ingenieur die École de la Métallurgie et des Mines in Nancy. Nach einem Jahr Militärdienst in Prag wurde er dem dortigen 2e Bureau français als Oberleutnant und Dolmetscher der Reserve zugeteilt. Am 1. Dezember 1927 nahm er eine Stellung beim Schienenfahrzeugbauer Société Franco-Belge de Matériel de Chemins de Fer im nordfranzösischen Raismes an. Bis 1934 wurde er in den Werkstätten und dann bei der Fahrzeugmontage eingesetzt. Ende November 1934 wurde Bostsarron Generalsekretär des Unternehmens und am 6. Juli 1938 dessen zweiter Direktor. Vor der Deutschen Besetzung Frankreichs im Zweiten Weltkrieg floh der Direktor der Société Franco-Belge nach Kanada, weshalb am 16. August 1940 Bostsarron dessen Stelle einnahm.
Am 11. Mai 1931 heiratete er in Paris Claire Renée Marie Hingre, mit der er zwei Kinder hatte. Er galt als aufgeschlossen für soziale Probleme, der Gewerkschafter höflich empfing. 1936 soll er eine bedeutende Rolle bei der Erarbeitung der Tarifverträge eingenommen haben. Als zu Beginn des Zweiten Weltkriegs Angehörige des Unternehmens in deutsche Kriegsgefangenschaft gerieten, unterstützte er deren Familien. Er entwickelte Arbeitergärten und organisierte den kollektiven landwirtschaftlichen Anbau und die Viehzucht. In Berlin bemühte er sich zu überprüfen, ob die Vertragsbestimmungen der im Zuge der Relève nach Deutschland entsandten Arbeiter (10 % seiner Belegschaft) eingehalten wurden.
Im Werk drosselte er die Produktion und gab sich vorsichtig mit der Sabotage an für die Deutschen bestimmtem Zubehör einverstanden – z. B. wurden teilweise durchlöcherte Dampfkessel abgeliefert. Sein Vorgehen verglich er mit dem der spartanischen Prinzessin Penelope, die nachts immer wieder auftrennte, was sie am Tag gewebt hatte.

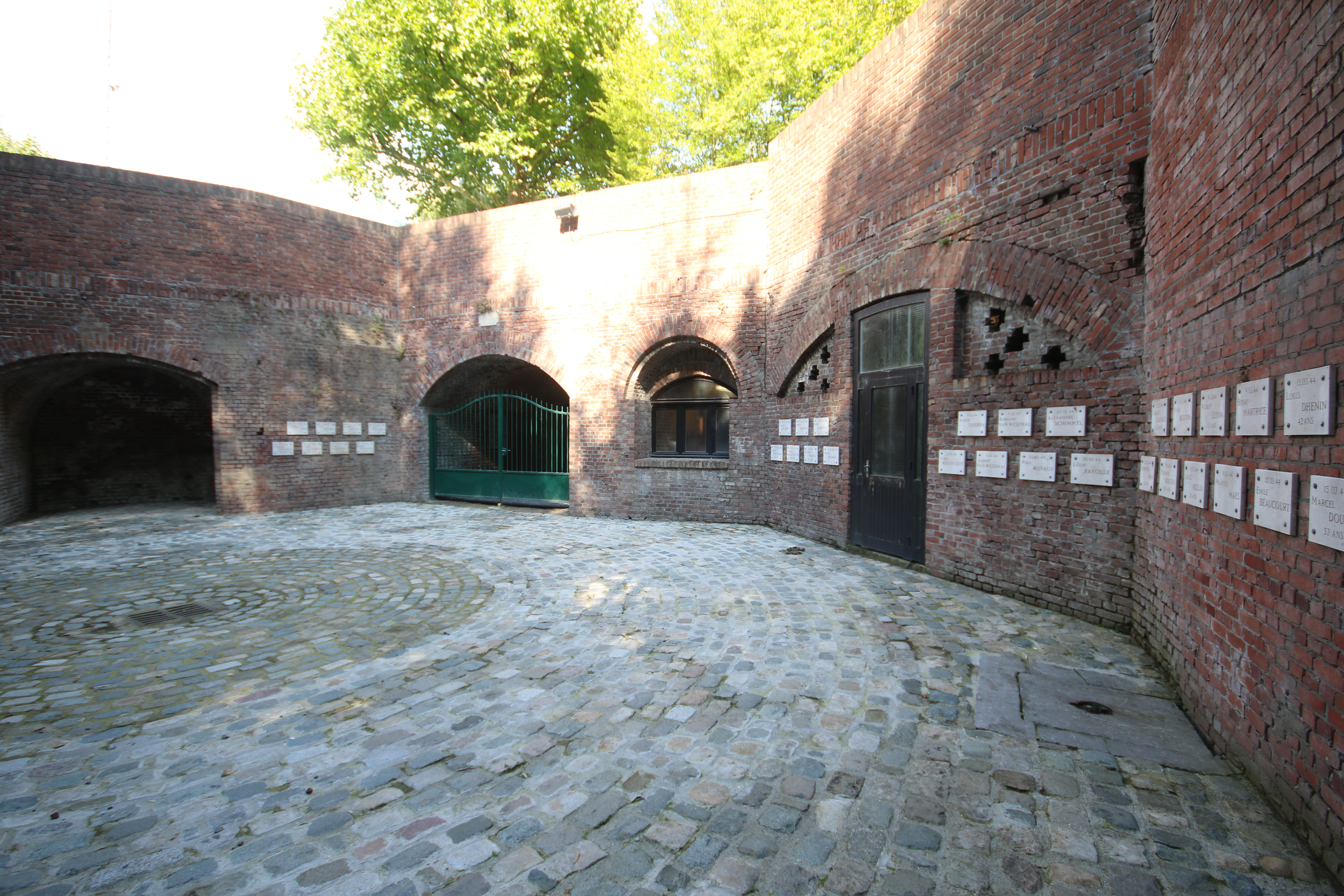
Erinnerungsort Cour sacrée im Fort de Bondues, wo Gilbert Bostsarron von der Wehrmacht erschossen wurde

1941 war Bostsarron Mitbegründer einer Widerstandsgruppe, die in Verbindung mit der Libération-Nord und der Voix du Nord Nachrichten sammelte und Fluchten organisierte. Als Agent T20 des Réseau Alliance nahm er auch an Sabotageakten sowie heimlichen Propagandaaktionen teil und unterstützte die Ankunft von Agenten mittels Fallschirmabsprung. Ende 1941 wurde er Mitglied der Cohors-Asturies, deren Aufgabe u. a. darin bestand, über deutsche Truppenbewegungen auf dem französischen Eisenbahnnetz zu berichten. Auch die Häfen, Schleusen und Flugplätze wurden von den Cohors-Asturies überwacht und die gewonnenen Erkenntnisse nach London übermittelt. 1943 wurde Jean Cavaillès, der Gründer der Cohors-Asturies, verhaftet. Die Ermittlungen der Gruppe 3 der Geheimen Feldpolizei (GFP) führten in die Société Franco-Belge, wo am 1. November 1943 Armand Mottet festgenommen wurde. Die Verhaftung Bostsarrons erfolgte am 14. November in seinem Haus; er wurde zunächst in Valenciennes inhaftiert und  am 16. Januar 1944 nach Loos verlegt. Dort wurde seine Tätigkeit als Spionage eingeordnet und er an die Abwehrstelle Arras weitergegeben. Am 20. Januar wurde er von einem Sondergericht der 65. Infanterie-Division der Wehrmacht heimlich zum Tode verurteilt und am selben Tag im Fort de Bondues durch Erschießen hingerichtet.
Seine Familie wurde nicht von seinem Tod benachrichtigt; acht Monate später wurde sein Leichnam mit 72 weiteren Opfern entdeckt. Bei seiner feierlichen Beisetzung waren 4000 Trauernde zugegen. In Aubry-du-Hainaut wurde eine Straße nach Gilbert Bostsarron benannt, auch das Stadion von Raismes trägt seinen Namen.